# Christen Aagaard
Christen Lauritsen Aagaard (27 hoặc 28 tháng 1 năm 1616, tại Viborg, Đan Mạch - 5 tháng 2 năm 1664, tại Ribe), là một nhà thơ Đan Mạch. Ông học từ năm 1635 đến năm 1639 tại Copenhagen. Từ năm 1647, ông là giáo sư thơ ca tại Đại học Copenhagen. Năm 1651, ông trở thành hiệu trưởng và năm 1658 giảng viên thần học tại Ribe, ở Jutland và cũng là nhà giảng thuyết tại Vester-Vedsted. Trong số những bài thơ Latinh khác, ông viết Threni Hyperborei, [Lamentations of the North] được xuất bản trên tờ Folo, năm 1648, về cái chết của Christian IV, Vua Đan Mạch. Một số tác phẩm của ông được đưa vào tập đầu tiên của cuốn Deliciae Poëtarum Danorum (Copenhagen 1693) của Rostgaard.